# گرن توریسمو ۲
گرن توریسمو ۲ (به انگلیسی: Gran Turismo 2) و به اختصار جی‌تی۲ (به انگلیسی: GT2) یک بازی ویدئویی و شبیه‌سازی مسابقه است که در سال ۱۹۹۹ توسط پولی‌فونی دیجیتال ساخته شده و توسط سونی کامپیوتر انترتینمنت برای پلی‌استیشن منتشر شده است. این بازی دنباله گرن توریسمو، دومین قسمت از مجموعه بازی گرن توریسمو و اولین قسمت از مجموعه بدون دخالت استودیو ژاپن می‌باشد.
گرن توریسمو ۲ با فروش ۱٫۷۳ میلیون نسخه در آسیا، ۳٫۹۶ میلیون نسخه در آمریکای شمالی، ۳٫۶۸ میلیون نسخه در اروپا و در مجموع ۹٫۳۷ میلیون نسخه فروش تا ۳۰ آوریل ۲۰۰۸، یک موفقیت تجاری و انتقادی بود و در نهایت تبدیل به برترین عنوان سونی شد.

## روند بازی
گرن توریسمو ۲ یک بازی ویدئویی شبیه‌سازی مسابقه است. بازیکن باید یک خودرو را برای رقابت با رانندگان هوش مصنوعی در پیست مسابقه مختلف مانور دهد. بازی از دو حالت مختلف استفاده می‌کند: حالت آرکید و حالت شبیه‌سازی (حالت گرن توریسمو (شبیه‌ساز) در نسخه‌های پال و ژاپنی). در حالت آرکید، بازیکن می‌تواند آزادانه وسایل نقلیه‌ای را که می‌خواهد استفاده کند انتخاب کند و می‌تواند آسیب را فعال کند، در حالی که در حالت شبیه‌سازی بازیکن را ملزم می‌کند که گواهی‌نامه رانندگی‌ها را کسب کند و سپس به وسایل نقلیه بپردازد، و جام قهرمانی را کسب کند. به منظور باز کردن دوره‌های جدید و بازگشتی. گرن توریسمو ۲ دارای نزدیک به ۶۵۰ خودرو و ۲۷ مسیر مسابقه، از جمله مسیرهای رالی است.
در مقایسه با گرن توریسمو، روند بازی، فیزیک و گرافیک بسیار شبیه به هم هستند: تنها تفاوت واقعی قابل توجه در دینامیک خودرو، ترمزها بود که احتمال قفل شدن و کم فرمانی و بیش فرمانی خودروها بسیار کمتر شده. تغییرات عمده تعداد بسیار زیاد خودروها، پیست‌ها و مسابقات در حالت شبیه‌سازی است. تفاوت‌های دیگر شامل این است که بازیکن می‌تواند به‌طور جداگانه مسابقه دهد، اگر نمی‌خواهد وارد کل مسابقات شود. بازیکن دیگر نمی‌تواند برای هر مسابقه وارد شده و «واجد شرایط» شود.

## توسعه

در بخش حالت درگ همان‌طور که در حالت آرکید ظاهر می‌شد، در داده‌های بازی یافت می‌شود.

پس از موفقیت غیرمنتظره گرن توریسمو، توسعه دهنده اصلی کازونوری یامائوچی برنامه‌ریزی کرد تا گرن توریسمو ۲ را «محصولی حتی بهتر» بسازد. SCEA (امی بلر) امیدهای زیادی داشت و اظهار داشت: «محبوبیت زیاد و مداوم گرن توریسمو به وضوح باعث می‌شود که گرن توریسمو ۲ یکی از داغ‌ترین عناوین موجود برای تعطیلات و فراتر از آن باشد». جک ترتون (معاون فروش SCEA) شور و شوق مشابهی داشت و انتظار داشت که گرن توریسمو ۲ «سریعتر از نسخه اصلی از قفسه‌ها پرواز کند و به حرکت این مجموعه باورنکردنی ادامه دهد».
پس از انتشار بازی، بازیکنان به زودی خطاها و اشکالات مختلفی را پیدا کردند. SCEA اعتراضات را نادیده نگرفت و در صورت بروز هرگونه مشکل جایگزینی را پیشنهاد داد. به عنوان مثال، در نسخه ۱٫۰ نسخه آمریکای شمالی (NTSC-UC) بازی، حداکثر درصد تکمیل قابل دستیابی ۹۸٫۲٪ بود. اشکال دیگر این بود که مهم نیست که چه اتفاقی می‌افتد، حتی اگر بازیکنی بازی را ذخیره کند، خودروها می‌توانند از گاراژ خود ناپدید شوند. اشکال سوم این بود که خودروهای خاصی در مسابقات اشتباه ظاهر می‌شوند. این مسئله مهم در مسابقه استقامتی ۳۰ دور پیست کوه تریال بود، جایی که وکتور ام۱۲ نسخه ال‌ام با قدرت ۶۸۰ اسب بخار ترمز ممکن است علیرغم محدودیت ورود ۲۹۵ اسب بخار ظاهر شود و عملاً برنده شدن مسابقه را تقریباً غیرممکن می‌کند. دلیل کاهش حداکثر درصد تکمیل به دلیل دو مسابقه است که صرفاً برای نسخه اروپایی بازی در نظر گرفته شده است و دو مسابقه دیگر در برخی مواقع از بین رفته‌اند. در نتیجه، بازی به اشتباه انتظار ۲۲۳ رویداد را برای تکمیل ۱۰۰٪ دارد، در حالی که تنها ۲۱۹ رویداد موجود است.
موسیقی متن بازی شامل آهنگ ۱۹۹۸ «بازی موردعلاقه من» (My Favorite Game) توسط کاردیگانز (The Cardigans) است.

## بازتاب‌ها
| گردآورنده | امتیاز |
| --------- | ------ |
| متاکریتیک | ۹۳/۱۰۰ |

| ناشر                    | امتیاز         |
| ----------------------- | -------------- |
| آل‌گیم                   | [ ۱۳ ]         |
| سی‌نت گیم‌سنتر            | ۱۰/۱۰          |
| اج                      | ۹/۱۰           |
| الکترونیک گیمینگ مانثلی | ۱۰/۱۰          |
| ئی‌پی دیلی               | ۱۰/۱۰          |
| یوروگیمر                | ۹/۱۰           |
| فامیتسو                 | ۳۴/۴۰          |
| گیم اینفورمر            | ۹٫۵/۱۰         |
| GameFan                 | (T.R.) ۹۷٪ ۸۵٪ |
| گیم رولیشن              | A−             |
| گیم‌اسپات                | ۸٫۵/۱۰         |
| آی‌جی‌ان                  | ۹٫۸/۱۰         |
| نکست جنریشن             | [ ۲۶ ]         |
| اوپی‌ام (ایالات متحده)   | [ ۲۷ ]         |

| ناشر | جایزه    |
| ---- | -------- |
| اج   | بازی سال |

گرن توریسمو ۲ با توجه به وب سایت تجمیع داده، از متاکریتیک «تحسین جهانی» دریافت کرد. دن ایگر از نکست‌جن گفت: «تولید عجولانه این بازی باعث شد که یک دنباله تقریباً بی نقص باشد. همان‌طور که هست، گرن توریسمو ۲ هنوز بهترین شبیه‌سازی مسابقه است که تا به حال ساخته شده است. تصور کنید اگر سونی دست به کار نمی‌شد چه می‌شد. آزادی.» در ژاپن فامیتسو به آن امتیاز ۳۴ از ۴۰ را داد.
در یک بررسی، ایر هندریکس از گیم‌پرو گفت: «مطمئناً، تصاویر بهتر روی کیک بود، اما گرن توریسمو ۲۰۰۰ برای پلی‌استیشن ۲ در آنجا جبران خواهد کرد. در این بین، می‌توانید پشت فرمان جی‌تی۲ بنشینید و این یک سواری عالی دیگر است.» در بررسی دیگری، آنکل داست گفت: «اگرچه گرن توریسمو ۲ سن خود (و سن سیستمش) را نشان می‌دهد و حالت رالی به بقیه بازی‌ها نمی‌رسد، جی‌تی۲ هنوز تا آنجا که می‌توانید به واقعیت نزدیک است. چیزی است و همیشه ارزش رانندگی را دارد.»
پس از انتشار این بازی، در هفته اول فروش ۸۱۵٬۴۳۰ نسخه در ژاپن فروخت. در بریتانیا، ۱۳۰ هزار نسخه فروخت که معادل ۲,۰۰۰,۰۰۰ دلار آمریکا (۳٬۴۰۰٬۰۰۰ دلار در ۲۰۲۵) است. در اولین هفته‌اش ۲۵۰ هزار نسخه فروش کرد و از افسانه زلدا: اوکارینای زمان پیشی گرفت و به عنوان پرفروش‌ترین بازی در هفته اول بریتانیا تبدیل شد. به مدت دو ماه در ژاپن و بریتانیا پرفروش بود. در آمریکا، بیش از یک میلیون نسخه در عرض شش هفته فروخته شد و تا اوایل سال ۲۰۰۱، ۳ میلیون نسخه فروخت. در مجموع، ۹٫۳۷ میلیون نسخه در سراسر جهان فروخته است. مجله رسمی پلی‌استیشن بریتانیا این بازی را به عنوان چهارمین بازی برتر تمام دوران فهرست کرده است. همچنین جایزه فروش «دو پلاتین» را از انجمن ناشران نرم‌افزارهای سرگرمی و اوقات فراغت (ELSPA), دریافت کرد که نشان دهنده فروش حداقل ۶۰۰ هزار نسخه در بریتانیا است.
گرن توریسمو ۲ فینالیست «بازی کنسولی سال»، «بازی مسابقه کنسولی سال» و «دستاورد برجسته در طراحی بازی» در طی سومین جوایز سالانه دستاوردهای تعاملی بود.